# Vilma Rimšaitė
Vilma Rimšaitė, née le 24 février 1983 à Šiauliai est une coureuse cycliste lituanienne, spécialiste du bicycle motocross (BMX).

## Palmarès en BMX

### Jeux olympiques
- Londres 2012
  - Éliminée en demi-finales du BMX

### Championnats du monde
- 2009
  -  Médaillée de bronze en cruiser élites
- 2010
  -  Médaillée de bronze en cruiser élites

### Coupe du monde
- 2008 : 29e
- 2009 : 24e
- 2010 : 25e
- 2011 : 16e
- 2012 : 15e
- 2013 : 15e
- 2014 : 22e
- 2015 : 32e

### Championnats d'Europe
- 2012
  - 4e du championnat d'Europe